# Onthophagus quiproquo
Onthophagus quiproquo é uma espécie de inseto do género Onthophagus, família Scarabaeidae, ordem Coleoptera.
Foi descrita cientificamente por Moretto & Génier em 2010.